# バンクーバー・カナックス

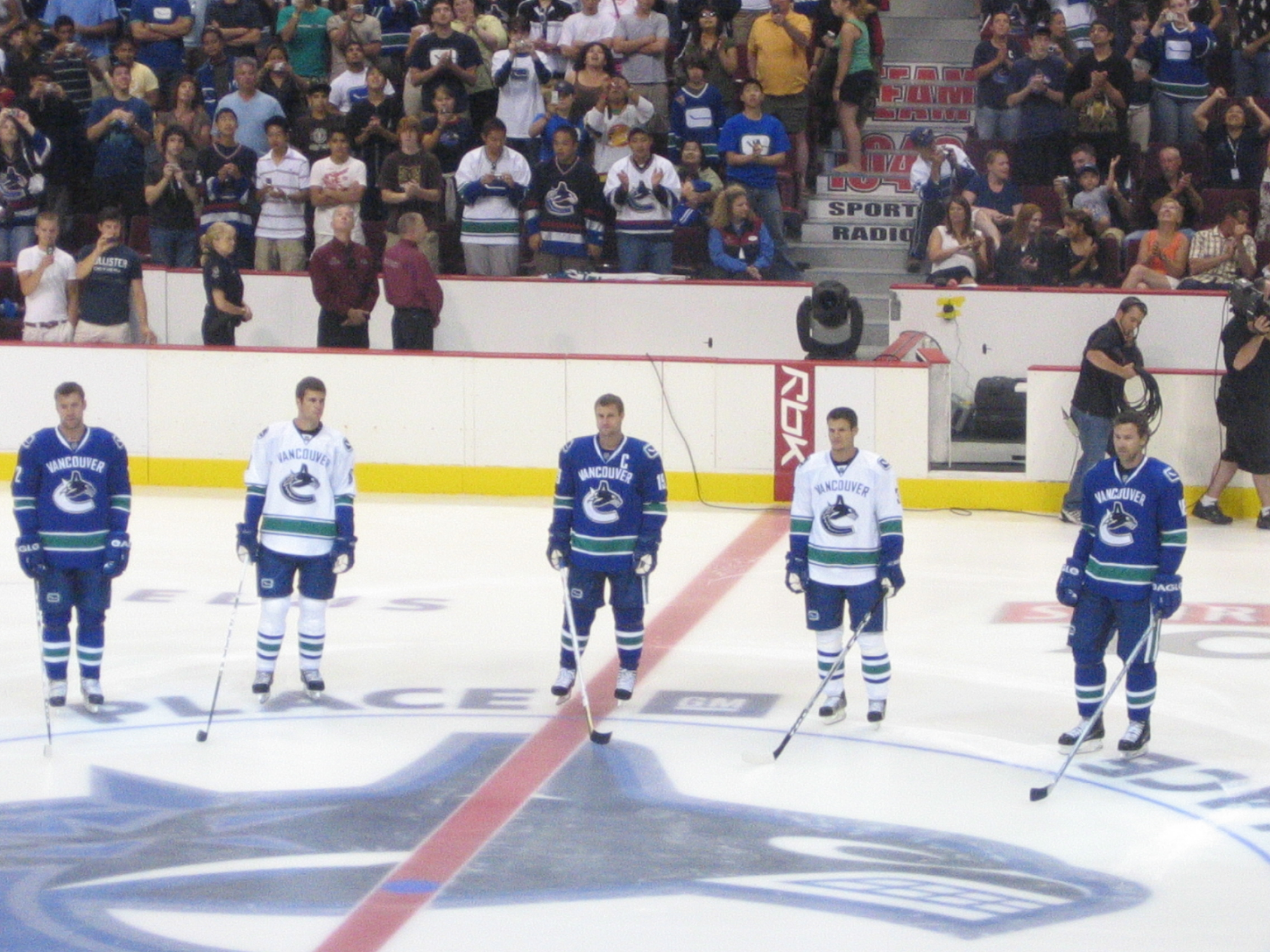
カナックス

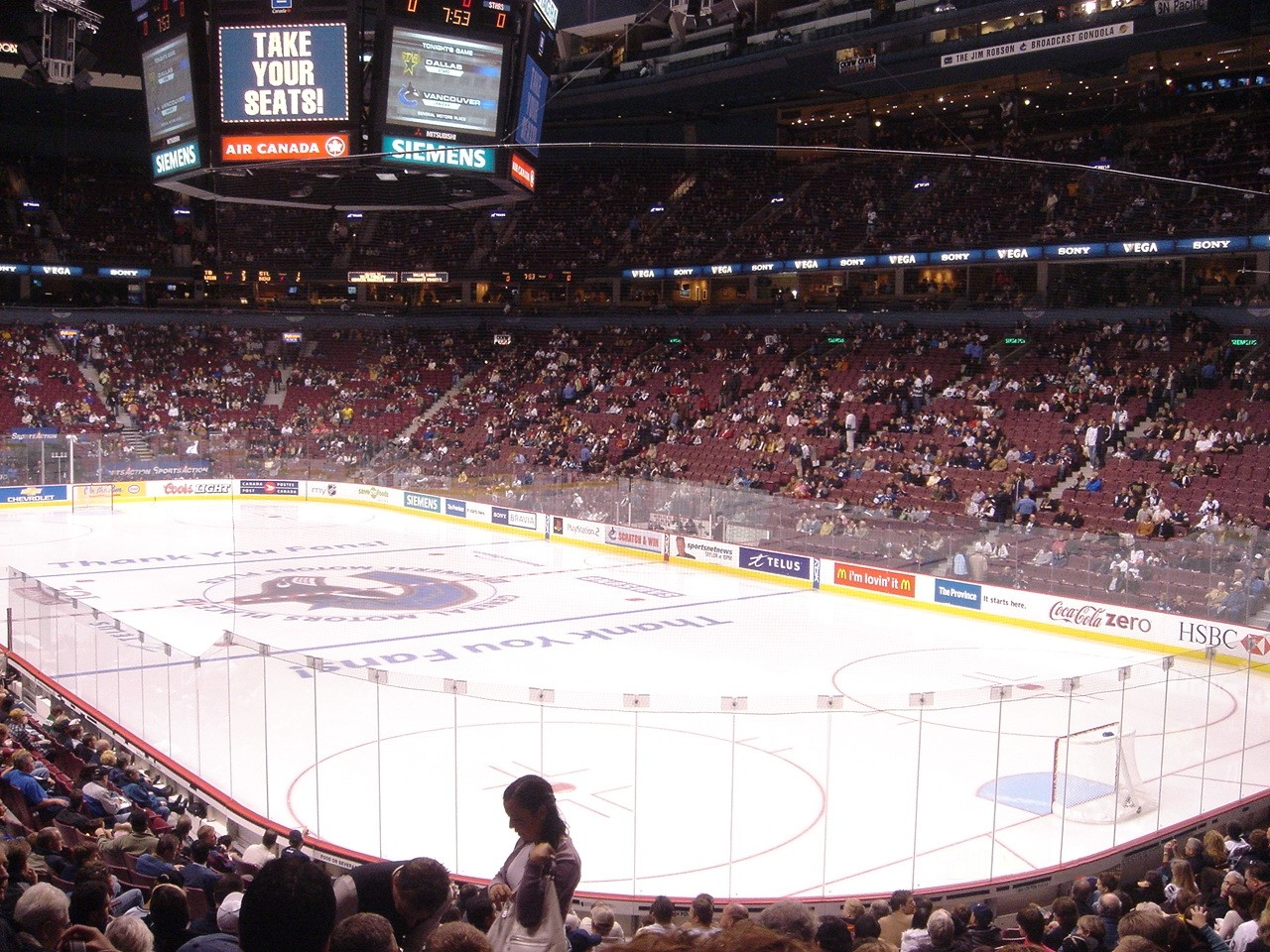
GMプレイス

バンクーバー・カナックス（Vancouver Canucks）はカナダブリティッシュコロンビア州・バンクーバーを本拠としているナショナルホッケーリーグ（NHL）所属のプロアイスホッケーチームである。

## 歴史
1945年に太平洋岸ホッケーリーグ (Pacific Coast Hockey League, PCHL) はバンクーバー市にアイスホッケーのフランチャイズ権を与えることとした。そこで設立されたのが、バンクーバー・カナックスである。カナックスは、創設わずか2年で PCHLで優勝する順調な滑り出しを見せた。
1952年には、PCHLが西部カナダシニアホッケーリーグ (Western Canada Senior Hockey League) と合併しプロマイナーリーグである西部ホッケーリーグ (Western Hockey League, WHL) が誕生する。カナックスからは、ジョニー・バウワー（Johnny Bower）、アンディー・バスゲート（Andy Bathgate）、トニー・エスポジト (Tony Esposito) 、ボビー・オア (Bobby Orr) 、フィル・マロニー (Phil Maloney) といったスター選手が輩出されて、チームは1958年、1960年、1969年 及び1970年にレスター・パトリック・カップ (Lester Patrick Cup) を獲得する。
1965年になると、NHLはリーグに新たに6チームを加える市場拡大構想を発表した (この構想により誕生したチームはのちに「エクスパンション・シックス」と呼ばれる)。当時WHLに加盟していたカナックスのオーナーであり、元バンクーバー市長も務めたフレッド・ヒューム (Fred Hume) はバンクーバー市もこの構想に乗って参加申請することを発表した。
ところが、NHLの理事会 (Board of Governors) に対するプレゼンテーションの準備がずさんを極めていた。このことに加えて、バンクーバーのオーナーグループがシカゴ・ブラックホークスのオーナー、ジェームス・ノリス (James Norris) やトロント・メープルリーフスのオーナー、スタフォード・スマイス（Stafford Smythe、バンクーバー市におけるアリーナ設置計画に失敗したため、同市を毛嫌いしていたと一般的にいわれる）らと反りが合わなかったことから、参加申請は不調に終わった。
にもかかわらず、バンクーバーにNHLフランチャイズチームが設立されることを見込んで、ホーム用としてバンクーバー展示場の敷地にパシフィック・コロシアムが建設された。
1970年、別のバンクーバーのオーナーグループが、マイナーリーグ所属のカナックスを買収し、度重なる協議の結果、カナックスは加盟金6百万ドルを支払いNHLに参加することが決定された。このとき、東西の2地区の均衡を保つためにカナックスは、バンクーバーが北米大陸の西海岸にあるにも拘らず、東部地区に配置された（また同年には、シカゴ・ブラックホークスが東部地区から西部地区に配転されている）。 
1970年新設時のデータ
キャプテン: Orland Kurtenbach
初試合: 1970年10月9日　対 ロサンゼルス・キングス戦
初勝利: 1970年10月11日　対トロント・メープルリーフス戦　5対3
初ゴール: Barry Wilkins 、対 ロサンゼルス・キングス戦
カナックスは、チーム史上3度スタンレー・カップ決勝に進出している（2011年時点）。
初進出は、1982年でこのときは、ニューヨーク・アイランダースと対戦し4連敗となす術もなく完敗している。
1994年、2度目のスタンレー・カップ決勝に進出した際は、キャプテンのトレーバー・リンデン、点取り屋のパベル・ブレ、ゴーリーのカーク・マクリーンの活躍もあり、西カンファレンスの第7シードから這い上がり、まさにダークホースでありながらカップ決勝進出を決めた。カップ決勝ではニューヨーク・レンジャースと対戦し、3勝4敗と惜敗した。ちなみにこのとき敗北暴動がバンクーバーで起こっている。
その後はマーク・メシエ(Mark Messier)などがチームに入るものの、1994年ほどの結果は残せていない。
さらに、プレーオフにも進出できないようになってきたが、2006年にフロリダ・パンサーズから、スーパースター・ロベルト・ルオンゴ(Roberto Luongo)を獲得し、久々にプレーオフ進出を果たした。
Luongoは初のプレーオフだったが、1回戦の相手ダラス・スターズと猛烈なゴーリー戦(スターズのゴーリー、Turcoは3完封)を繰り広げた末、4勝3敗ながら2回戦進出を果たした。しかし、2回戦ではそのごスタンレーカップを取ることになるアナハイム・ダックスと対戦、結局得点力不足を克服できないまま2回戦で敗退した。

## シーズン別成績
| 年      | GP | W  | L  | T  | OL | GF  | GA  | PTS | 最終順位    | プレイオフ                       |
| 1970-71 | 78 | 24 | 46 | 8  | -  | 229 | 296 | 56  | イースト7位 | 不参加                           |
| 1971-72 | 78 | 20 | 50 | 8  | -  | 203 | 297 | 48  | イースト8位 | 不参加                           |
| 1972-73 | 78 | 22 | 47 | 9  | -  | 233 | 339 | 53  | イースト7位 | 不参加                           |
| 1973-74 | 78 | 24 | 43 | 11 | -  | 224 | 296 | 59  | イースト7位 | 不参加                           |
| 1974-75 | 80 | 38 | 32 | 10 | -  | 271 | 254 | 86  | スマイス1位 | 準々決勝敗退 (MTL)               |
| 1975-76 | 80 | 33 | 32 | 15 | -  | 271 | 272 | 81  | スマイス2位 | 1回戦敗退 (NYI)                  |
| 1976-77 | 80 | 25 | 42 | 13 | -  | 235 | 294 | 63  | スマイス4位 | 不参加                           |
| 1977-78 | 80 | 20 | 43 | 17 | -  | 239 | 320 | 57  | スマイス3位 | 不参加                           |
| 1978-79 | 25 | 42 | 13 | 2  | -  | 217 | 291 | 63  | スマイス2位 | 1回戦敗退 (PHI)                  |
| 1979-80 | 80 | 27 | 37 | 16 | -  | 256 | 281 | 70  | スマイス3位 | 1回戦敗退 (BUF)                  |
| 1980-81 | 80 | 28 | 32 | 20 | -  | 289 | 301 | 76  | スマイス2位 | 1回戦敗退 (BUF)                  |
| 1981-82 | 80 | 30 | 33 | 17 | -  | 290 | 286 | 77  | スマイス2位 | スタンレー・カップ決勝敗退 (NYI) |
| 1982-83 | 80 | 30 | 35 | 15 | -  | 303 | 309 | 75  | スマイス3位 | 地区準決勝敗退 (CGY)             |
| 1983-84 | 80 | 32 | 39 | 9  | -  | 306 | 328 | 73  | スマイス3位 | 地区準決勝敗退 (CGY)             |
| 1984-85 | 80 | 25 | 46 | 9  | -  | 284 | 401 | 59  | スマイス5位 | 不参加                           |
| 1985-86 | 80 | 23 | 44 | 13 | -  | 282 | 333 | 59  | スマイス4位 | 地区準決勝敗退 (EDM)             |
| 1986-87 | 80 | 29 | 43 | 8  | -  | 282 | 314 | 66  | スマイス5位 | 不参加                           |
| 1987-88 | 80 | 25 | 46 | 9  | -  | 272 | 320 | 59  | スマイス5位 | 不参加                           |
| 1988-89 | 80 | 33 | 39 | 8  | -  | 251 | 253 | 74  | スマイス4位 | 地区準決勝敗退 (CGY)             |
| 1989-90 | 80 | 25 | 41 | 14 | -  | 245 | 306 | 64  | スマイス5位 | 不参加                           |
| 1990-91 | 80 | 28 | 43 | 9  | -  | 243 | 315 | 65  | スマイス4位 | 地区準決勝敗退 (LA)              |
| 1991-92 | 80 | 42 | 26 | 12 | -  | 285 | 250 | 96  | スマイス1位 | 地区決勝敗退 (EDM)               |
| 1992-93 | 84 | 46 | 29 | 9  | -  | 346 | 278 | 101 | スマイス1位 | 地区決勝敗退 (LA)                |
| 1993-94 | 84 | 41 | 40 | 3  | -  | 279 | 276 | 85  | 太平洋2位   | スタンレー・カップ決勝敗退 (NYR) |
| 1994-95 | 48 | 18 | 18 | 12 | -  | 153 | 148 | 48  | 太平洋2位   | カンファランス準決勝敗退 (CHI)   |
| 1995-96 | 82 | 32 | 35 | 15 | -  | 278 | 278 | 79  | 太平洋3位   | カンファランス準決勝敗退 (COL)   |
| 1996-97 | 82 | 35 | 40 | 7  | -  | 257 | 273 | 77  | 太平洋4位   | 不参加                           |
| 1997-98 | 82 | 25 | 43 | 14 | -  | 224 | 273 | 64  | 太平洋7位   | 不参加                           |
| 1998-99 | 82 | 23 | 47 | 12 | -  | 192 | 258 | 58  | 北西4位     | 不参加                           |
| 1999-00 | 82 | 30 | 29 | 15 | 8  | 227 | 237 | 83  | 北西3位     | 不参加                           |
| 2000-01 | 82 | 36 | 28 | 11 | 7  | 239 | 238 | 90  | 北西3位     | カンファランス準々決勝敗退 (COL) |
| 2001-02 | 82 | 42 | 30 | 7  | 3  | 254 | 211 | 94  | 北西2位     | カンファランス準々決勝敗退 (DET) |
| 2002-03 | 82 | 45 | 23 | 13 | 1  | 264 | 208 | 104 | 北西4位     | カンファランス準決勝敗退 (MIN)   |
| 2003-04 | 82 | 43 | 24 | 10 | 5  | 235 | 194 | 101 | 北西1位     | カンファランス準々決勝敗退(CGY)  |
| 2005-06 | 82 | 42 | 32 | -  | 8  | 256 | 255 | 92  | 北西4位     | 不参加                           |
| 2006-07 | 82 | 49 | 26 | -  | 7  | 222 | 201 | 105 | 北西1位     | カンファランス準決勝敗退(ANA)    |
| 2007-08 | 82 | 39 | 33 | -  | 10 | 213 | 215 | 88  | 北西5位     | 不参加                           |
| 2008-09 | 82 | 45 | 27 | -  | 10 | 246 | 220 | 100 | 北西1位     | カンファランス準決勝敗退(CHI)    |
| 2009-10 | 82 | 49 | 28 | -  | 5  | 272 | 222 | 103 | 北西1位     | カンファランス準決勝敗退(CHI)    |
| 2010-11 | 82 | 54 | 19 | -  | 9  | 262 | 185 | 117 | 北西1位     | スタンレー・カップ決勝敗退(BOS)  |

### 2010-11年のスタンレー・カップ決勝
2011年6月15日夜、バンクーバーでスタンレー・カップ決勝の第7戦が行なわれ、バンクーバー・カナックスはボストン・ブルーインズに0-4で敗北し、3勝4敗で3たびスタンレー・カップを逃した。18年ぶりにカナダに優勝カップをもたらす期待が大きかったため、敗北を受け一部ファンが暴徒化し十数台の放火や略奪が発生。出動した機動隊が催涙弾で鎮圧した結果100人以上が逮捕された。